# Большой Юг (деревня)
Большой Юг — деревня в Чернушинском районе Пермского края. Входит в состав Трушниковского сельского поселения.
Находится примерно в 14 км к юго-западу от центра города Чернушки.

## Население
В 2005 году численность населения составляла 138 человек.
По результатам переписи 2010 года численность населения составила 118 человек, в том числе 60 мужчин и 58 женщин.